# آنلی اوت
آنلی اوت (استونیایی: Anneli Ott؛ زادهٔ ۲ مهٔ ۱۹۷۶) سیاستمدار اهل استونی است.
وی از سال ۲۰۲۰ تا ۲۰۲۱ وزیر اداره امور عمومی استونی بوده‌است، اوت در ژانویه ۲۰۲۱ به‌عنوان وزیر فرهنگ استونی انتخاب شد.